# Oost-Ngadha
Oostngadha, ook Zuidoostelijk-Ngada, is een Austronesische taal die door ongeveer 5000 (1994) mensen wordt gesproken op Zuid-Centraal Flores tussen Ngad'a en Nage in Kecamatan Boawae in de dessa van Rowa, allen gelegen in de kabupaten van Ngada. Flores is een eiland dat onderdeel is van de Kleine Soenda-eilanden van Indonesië.

## Classificatie
- Austronesische talen (1268)
  - Malayo-Polynesische talen (1248)
    - Centraal-Oostelijke talen (708)
      - Centraal-Malayo-Polynesische talen (168)
        - Bima-Soembatalen (27)
          - Oostngadha

Anakalangu · Bimanees · Dhao · Ende-Liotalen (4) · Kamberaas · Kepo' · Kodisch · Komodo · Lambojaas · Laura · Mamboru · Manggarai · Ngadha · Oost-Ngadha · Paluees · Rajong · Rembong · Riung · Rongga · Savunees · So'a · Wadjewaas · Wae Rana · Wanukaka